# Жерар, Андре
Андре Жерар (фр. André Gérard, 3 июля 1911, Бордо, Франция — 26 мая 1994, Трессес, Франция) — французский футболист, тренер.

## Биография
В качестве игрока выступал на позиции вратаря за «Бордо», а после окончания карьеры он успешно возглавлял эту команду. Также за свою тренерскую карьеру Жерар работал с другими французскими коллективами. В качестве наставника сборной Туниса французский специалист в 1963 году завоевал Арабский кубок.

## Достижения

### Футболиста
- Обладатель Кубка Франции (1): 11940/41.
- Финалист Кубка Франции (1): 1952/43.

### Тренера
- Чемпион Франции (1): 1949/50.
- Финалист Кубка Франции (1): 1951/52, 1954/55.
- Обладатель Кубка арабских наций (1): 1963.